# Jess Hong
Jess Hong es una actriz neozelandesa de ascendencia china, conocida por sus papeles de Maddy en The Brokenwood Mysteries (2021) y Jin Cheng en la serie de Netflix, 3 Body Problem (2024).

## Carrera
Formada en Toi Whakaari: Escuala de Drama de Nueva Zelanda, Hong ha protagonizado las series de televisión The Brokenwood Mysteries, Inked y 3 Body Problem.
Terminó de rodar un papel protagonista en la serie de televisión de Netflix, 3 Body Problem en 2023, producida por los creadores de Juego de Tronos, David Benioff y D.B. Weiss, e inspirada en la trilogía de ciencia ficción de Liu Cixin. Sus créditos más recientes incluyen un papel protagonista en la película de terror, Grafted, que será distribuida por Mr. Smith International Entertainment, y partició en la serie de televisión dirigida por Lucy Lawless, My Life is Murder.
Otros créditos de Jess incluyen The Brokenwood Mysteries y la serie de ciencia ficción, Creamerie. Sus créditos en cortometrajes incluyen papeles principales en Got Milk, Red Envelopes y Baggage. Jess ha actuado como actriz y bailarina, y en el teatro ha interpretado papeles principales en Romeo y Julieta en el Pop-Up Globe de Auckland, An Organ of Soft Tissue y 48 Nights on Hope Street.

## Filmografía
- 2019 Krystal (cortometraje) - Lydia
- 2021 Creamerie - Trabajadora de salud #3
- 2021 The Brokenwood Mysteries - Maddy
- 2021 Inked - Aifei He
- 2021 Edamame (cortometraje) - Oni Yan
- 2024 3 Body Problem - Jin Cheng